# Limba burgundă

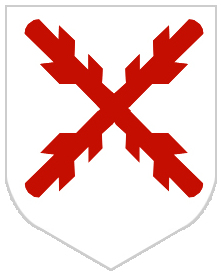
Ecuson burgund

Limba burgundă, iar pe scurt burgunda, este o limbă germanică astăzi stinsă, care era vorbită îndeosebi de burgunzi,  provenită din germanica orientală, iar aceasta din germanica comună.
Există o ezitare în clasificarea acestei limbi între limbile germanice orientale și limbile germanice occidentale.

Clasificarea limbilor indo-europene.

Această limbă este puțin cunoscută, în afară de câteva antroponime și câteva toponime. Termenii dialectali care ar putea să provină din burgundă nu sunt prea diferiți de cei din alte limbi germanice vecine.
Influența burgundei asupra evoluției distincte a francoprovensalei din Gallo-Romania este și ea discutată.
Limba burgundă a dispărut probabil în secolul al VI-lea.

## Gramatica
Pentru formarea numelor personale a folosit un set caracteristic de rădăcini germanice, similar cu alte limbi.

## Limbi înrudite
Cele mai apropiate limbi ale burgundiei sunt limbile vandalică, gotică și alte limbi est-germanice.